# Forces aériennes pakistanaises
Les forces aériennes pakistanaises (Pakistan Air Force)  (en ourdou : پاک فِضائیہ) sont la composante aérienne des forces armées pakistanaises. Elles emploient quelque 65 000 personnes (dont 3 000 pilotes) et exploite près de 2 000 avions dont 500 avions de combat.
Elles représentent une force stratégique face à l'Inde. Historiquement, le pays s'est d'abord fourni auprès du Royaume-Uni et des États-Unis, puis de la France et surtout de la Chine, pays avec lequel il développe le JF-17 Thunder, son avion multirôle phare.

## Historique

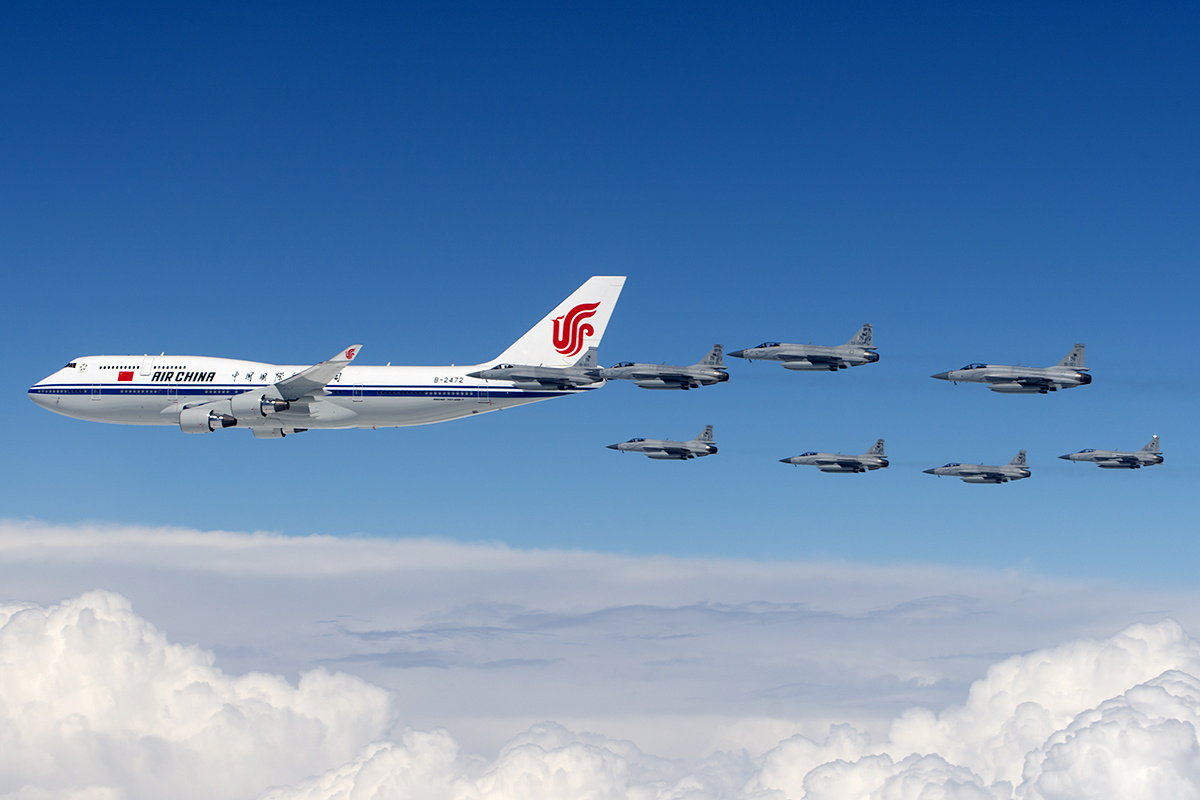
Huit JF-17 Thunder de la force aérienne pakistanaise escortent le Boeing 747-400 d'Air China transportant le président chinois Xi Jinping en visite officielle au Pakistan en avril 2015.

La force aérienne pakistanaise est créée en même temps que la fondation du pays le 14 août 1947 et est alors connue sous le nom de Royal Pakistan Air Force. Elle dispose alors essentiellement de seize Hawker Tempest.
En 1949, le pays s'équipe d'une centaine de Hawker Sea Fury britanniques qui seront retirés de la flotte dès 1963 pour être remplacés par des avions américains, F-104 et surtout F-86.
Scellant son alliance avec la Chine, le Pakistan va également se fournir à partir des années 1960 de Shenyang J-6, qu'il va remplacer par des Chengdu J-7 à compter des années 1980.
Au début des années 2010, elle déplore 20 accidents pour 100 000 heures de vol.
Le 7 septembre 2015, elle annonce sa première frappe depuis un drone de combat lors du conflit armé du Nord-Ouest du Pakistan.
En juin 2016, l'armée de l'air dit être intéressée par le Shenyang FC-31 pour remplacer ses F-16 (acquis depuis 1989) et peut passer une commande de 30 à 40 appareils.

## Personnel

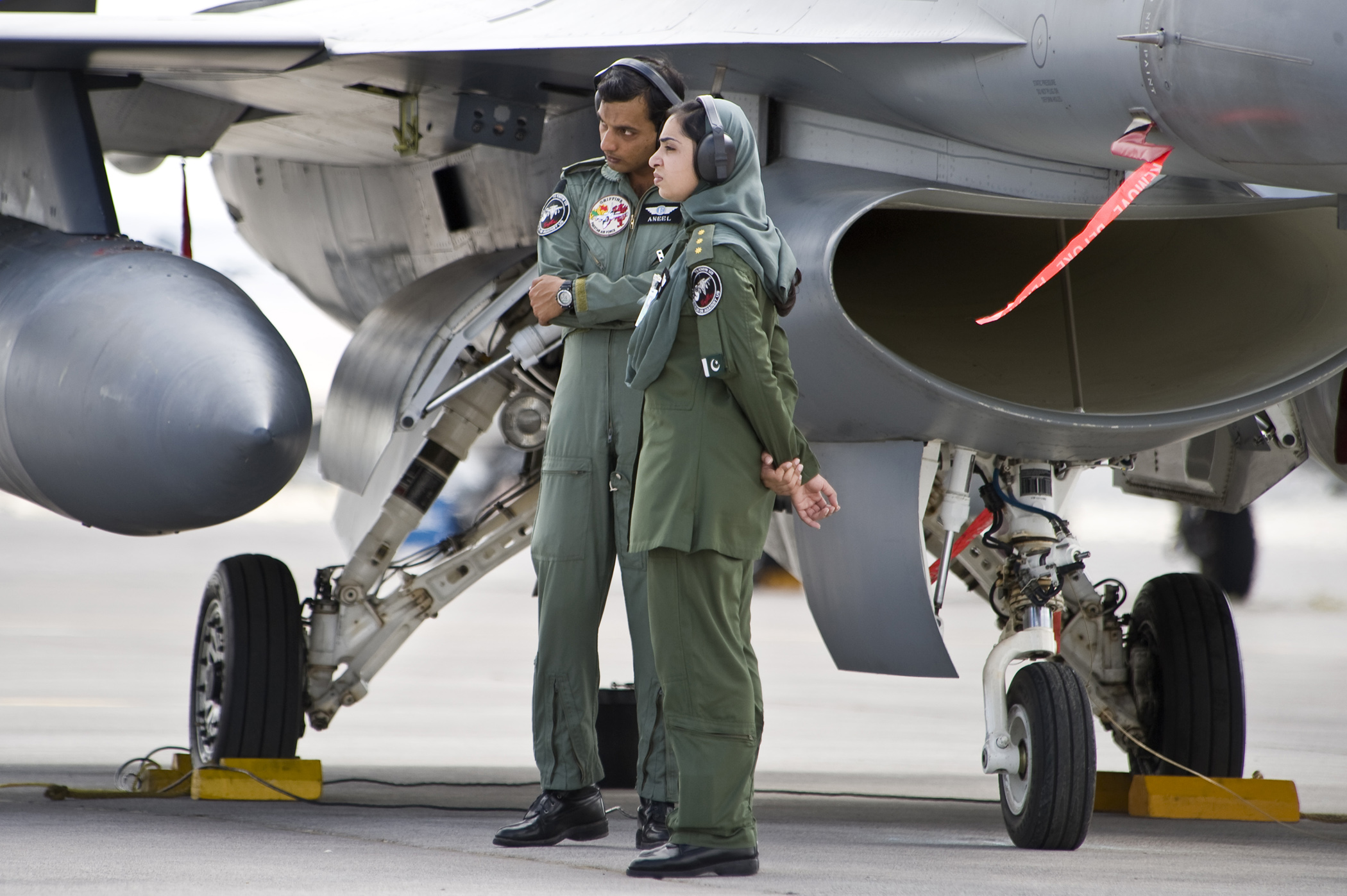
Techniciens de la Pakistan Air Force.

Les forces aériennes emploie près de 65 000 personnes, dont environ 3 000 pilotes, soit près de 10 % du personnel de l'armée.
Elles disposaient, en 2013, de dix-neuf femmes pilotes de chasse depuis qu'elles sont autorisées à voler dans des avions de combat depuis 2006.

## Rôle de dissuasion nucléaire
Plusieurs F-16A et F-16B sont modifiés et transformés pour transporter des bombes nucléaires. Depuis 2010, les deux escadrons que l'on soupçonne d'être à capacité nucléaire sont équipés de JF-17 Thunder.

## Liste des avions (2020)

### Avions de combat
L'armée compte près de 500 avions de combat en 2020. Le pays s'est longtemps fourni auprès de la France, et dispose à ce titre de 87 vieillissants Mirage III, surtout destinés à l’origine à l'interception d'aéronefs. Ils ont toutefois été largement modernisés et continuent de servir malgré leur âge avancé, faisant du Pakistan le dernier utilisateur au monde de ce modèle. Ils devraient toutefois être remplacés d'ici 2030. On compte aussi 92 Mirage 5 destinés à l'attaque au sol et 135 Chengdu J-7 intercepteurs d'aéronefs.
L'armée s'est toutefois depuis équipée d'avions plus modernes et multirôles. Elle exploite ainsi 76 F-16 et surtout plus de 150 JF-17 Thunder, avion que le pays développe en coopération avec la Chine. Face à l'acquisition par son rival indien de 36 Rafale, le Pakistan passe commande de 25 Chengdu J-10 en décembre 2021,.
| Avions | Photo | Depuis | Rôle      | Quantité            |
| --- | ----- | ------ | --------- | ------------------- |
| JF-17 Thunder JF-17 (SBP) JF-17 Block 1                                                                                        |       | 2007   | MR        | Plus de 150 en 2024 |
| F-16 Fighting Falcon F-16A/B Block 15 F-16AM/BM Block 15 MLU F-16C/D Block 52                                                  |       | 1983   | MR        | 76                  |
| Chengdu J-10 |       | 2022   | MR        | 31                  |
| Dassault Mirage III Mirage IIIEP / IIIDP Mirage IIIO / IIIOD Mirage IIIO ROSE I Mirage IIIEE / IIIDE Mirage IIIEL Mirage IIIRP |       | 1968   | Int Recce | 87                  |
| Dassault Mirage 5 5PA-2 5PA 5DPA-2 5PA-3 Mirage 5F ROSE II/III                                                                 |       | 1973   | FGA       | 92                  |
| Chengdu J-7 F-7P (F-7MP) FT-7P F-7PG FT-7PG                                                                                    |       | 1988   | Int       | 135                 |

### Avions d'entrainement
| Avion d'entraînement                                    | Avion d'entraînement | Avion d'entraînement | Avion d'entraînement                 | Avion d'entraînement |
| Avions                                                  | Photo                | Date                 | Rôle                                 | Quantité             |
| ------------------------------------------------------- | -------------------- | -------------------- | ------------------------------------ | -------------------- |
| K-8 Karokorum K-8 K-8P                                  |                      | 1994 2003 ~2011      | Entraînement intermédiaire           | ~60 6 48             |
| MFI-17 Mushshak (en) MFI-17 Mushshak PAC Super Mushshak |                      | ~1970                | entrainement basique, communications | 149 109 40           |
| Cessna T-37 Tweet T-37B T-37C                           |                      |                      | Entraînement intermédiaire           | 39                   |

### Avions de transport et ravitailleur
| Avions militaires de transport et ravitailleur                        | Avions militaires de transport et ravitailleur | Avions militaires de transport et ravitailleur | Avions militaires de transport et ravitailleur | Avions militaires de transport et ravitailleur |
| Avions                                                                | Photo                                          | Date                                           | Rôle                                           | Quantité                                       |
| --------------------------------------------------------------------- | ---------------------------------------------- | ---------------------------------------------- | ---------------------------------------------- | ---------------------------------------------- |
| Iliouchine Il-78 Il-78MP                                              |                                                | 2009                                           | ravitailleur                                   | 4                                              |
| Airbus A310 A310-300                                                  |                                                | 2009                                           | Transport VIP                                  | 1                                              |
| Boeing 707 707-320                                                    |                                                | 1986                                           | Transport lourd                                | 2                                              |
| Cessna Citation V                                                     |                                                |                                                | Transport VIP                                  | 1                                              |
| Gulfstream IV                                                         |                                                | 2004                                           | Transport de la hiérarchie                     | 4                                              |
| Embraer Phenom Phenom 100                                             |                                                | 2009                                           | Transport VIP                                  | 4                                              |
| Antonov An-26                                                         |                                                |                                                | Transport moyen                                | 1                                              |
| Beech C-12 Huron                                                      |                                                |                                                | Utilitaire et entrainement                     | 1                                              |
| Lockheed C-130 Hercules C-130B C-130E C-130E (ex-Australien) L-100-20 |                                                | ~1960 2005                                     | Transport polyvalent et ravitailleur           | 18 5 2 6                                       |
| CASA CN-235 CN-235-220                                                |                                                | 2004                                           | Transport moyen                                | 4                                              |
| Harbin Y-12 Y-12II                                                    |                                                | 1980s                                          | Utilitaire                                     | 2                                              |
| Saab 2000                                                             |                                                | 2008                                           | Transport VIP                                  | 1                                              |

### Hélicoptères
En 2018, Le Pakistan commande 30 T-129 pour un montant de 1,5 milliard de $, justifié notamment par les difficultés du Bell AH-1 à plus de 8 000 pieds. Cependant, l'interdiction d'exportation des turbomoteurs par les États-Unis en décembre 2015 empêche le marché de se concrétiser et il est annulé début 2022 après de longues années de négociation tripartie. À partir de 2025, le T-129 sera équipé du turbomoteur TEI-TS1400 développé par TUSAŞ Motor Sanayii A.Ş.(TEI). Cela permettra éventuellement à contourner l'opposition du gouvernement américain pour l'exportation vers le Pakistan, si ce dernier s'intéresse de nouveau aux T-129 ;
| Hélicoptères                         | Hélicoptères | Hélicoptères | Hélicoptères                            | Hélicoptères |
| Avions                               | Photo        | Date         | Rôle                                    | Quantité     |
| ------------------------------------ | ------------ | ------------ | --------------------------------------- | ------------ |
| Mil Mi-17 Mi-171                     |              | 2002         | Transport, recherche et sauvetage       | 45           |
| Alouette III SA-3160 SA-316B SA-319B |              | 2005         | Transport léger, recherche et sauvetage | 95 7 4       |

### Avions pour missions spéciales
| Avions pour missions spéciales        | Avions pour missions spéciales | Avions pour missions spéciales | Avions pour missions spéciales | Avions pour missions spéciales |
| Avions                                | Photo                          | Dates                          | Rôle                           | Quantité                       |
| ------------------------------------- | ------------------------------ | ------------------------------ | ------------------------------ | ------------------------------ |
| Dassault Falcon 20 DA-20 (EW variant) |                                | ~1987                          | MSE                            | 3                              |
| Saab 2000 Erieye (en) Erieye Horizon  |                                | ~2011                          | SDCA                           | 3                              |
| Shaanxi ZDK-03 Y-8F600                |                                | 2011                           | SDCA                           | 4                              |

### Drones
| Drones                       | Drones | Drones | Drones                               | Drones       | Drones    |
| Avions                       | Photo  | Dates  | Rôle                                 | Quantité     | Commandés |
| ---------------------------- | ------ | ------ | ------------------------------------ | ------------ | --------- |
| Bayraktar Akinci             |        | 2021   | Drone HALE                           | 6-7          |           |
| Bayraktar TB2                |        | 2014   | Drone de combat                      | Indéterminée |           |
| Burraq (en)                  |        |        | Reconnaissance, et frappe à distance | >12          |           |
| SATUMA Jasoos II (en) Bravo+ |        | 2009   | Reconnaissance, entrainement         | 45           |           |
| CASC CH-4                    |        |        | Reconnaissance, et frappe à distance | 4            |           |
| GIDS Shahpar (en)            |        | 2012   | Reconnaissance et surveillance       | 5            |           |
| AAI Shadow 200               |        |        | Reconnaissance                       | 12           |           |
| Asisguard Songar             |        | 2019   |                                      | [ 15 ]       |           |